# یواس‌اس نوتابل (ای‌ام-۲۶۷)
یواس‌اس نوتابل (ای‌ام-۲۶۷) (به انگلیسی: USS Notable (AM-267)) یک کشتی بود که طول آن ۱۸۴ فوت ۶ اینچ (۵۶٫۲۴ متر) بود. این کشتی در سال ۱۹۴۳ ساخته شد.